# Ligue A w piłce siatkowej kobiet
Ligue A w piłce siatkowej kobiet – najwyższa klasa siatkarskich rozgrywek ligowych kobiet we Francji. Pierwsze rozgrywki o mistrzostwo kraju odbyły się w 1940 roku, a tytuł zdobył zespół Villa Primrose Bordeaux. W latach 1998–2009 rozgrywki nosiły nazwę Pro A. W roku 2009 nazwa została zmieniona na Ligue A.
Najczęściej Mistrzyniami Francji były zawodniczki klubu RC Cannes - 21 razy.

## Medalistki
| Sezon        | 1. miejsce                                                            | 2. miejsce                                                            | 3. miejsce                                                            |
| ------------ | --------------------------------------------------------------------- | --------------------------------------------------------------------- | --------------------------------------------------------------------- |
| Nationale 1  |                                                                       |                                                                       |                                                                       |
| 1940/1941    | Villa Primrose Bordeaux                                               |                                                                       |                                                                       |
| 1941/1942    | Villa Primrose Bordeaux                                               |                                                                       |                                                                       |
| 1942/1943    | AS Cannes                                                             |                                                                       |                                                                       |
| 1943/1944    |                                                                       |                                                                       |                                                                       |
| 1944/1945    | Paris UC                                                              |                                                                       |                                                                       |
| 1945/1946    | RC de France                                                          |                                                                       |                                                                       |
| 1946/1947    | RC de France                                                          |                                                                       |                                                                       |
| 1947/1948    | AS Cannes                                                             |                                                                       |                                                                       |
| 1948/1949    | Montpellier UC                                                        |                                                                       |                                                                       |
| 1949/1950    | Montpellier UC                                                        |                                                                       |                                                                       |
| 1950/1951    | RC de France                                                          |                                                                       |                                                                       |
| 1951/1952    | Montpellier UC                                                        |                                                                       |                                                                       |
| 1952/1953    | RC de France                                                          |                                                                       |                                                                       |
| 1953/1954    | RC de France                                                          |                                                                       |                                                                       |
| 1954/1955    | RC de France                                                          |                                                                       |                                                                       |
| 1955/1956    | RC de France                                                          |                                                                       |                                                                       |
| 1956/1957    | Montpellier UC                                                        |                                                                       |                                                                       |
| 1957/1958    | Montpellier UC                                                        |                                                                       |                                                                       |
| 1958/1959    | Montpellier UC                                                        |                                                                       |                                                                       |
| 1959/1960    | Stade Français                                                        |                                                                       |                                                                       |
| 1960/1961    | Tourcoing Sports                                                      |                                                                       |                                                                       |
| 1961/1962    | Montpellier UC                                                        |                                                                       |                                                                       |
| 1962/1963    | Tourcoing Sports                                                      |                                                                       |                                                                       |
| 1963/1964    | Tourcoing Sports                                                      |                                                                       |                                                                       |
| 1964/1965    | RC de France                                                          |                                                                       |                                                                       |
| 1965/1966    | RC de France                                                          |                                                                       |                                                                       |
| 1966/1967    | Paris UC                                                              | RC Cannes                                                             |                                                                       |
| 1967/1968    | Paris UC                                                              | RC Cannes                                                             |                                                                       |
| 1968/1969    | Paris UC                                                              |                                                                       |                                                                       |
| 1969/1970    | ASPTT Montpellier                                                     |                                                                       |                                                                       |
| 1970/1971    | ASPTT Montpellier                                                     |                                                                       |                                                                       |
| 1971/1972    | ASPTT Montpellier                                                     | RC Cannes                                                             |                                                                       |
| 1972/1973    | ASPTT Montpellier                                                     |                                                                       |                                                                       |
| 1973/1974    | ASPTT Montpellier                                                     |                                                                       |                                                                       |
| 1974/1975    | ASPTT Montpellier                                                     | ASUL Lyon Volley                                                      | Paris UC                                                              |
| 1975/1976    | ASUL Lyon Volley                                                      | ASPTT Montpellier                                                     |                                                                       |
| 1976/1977    | ASPTT Montpellier                                                     | ASUL Lyon Volley                                                      | Paris UC                                                              |
| 1977/1978    | Paris UC                                                              |                                                                       |                                                                       |
| 1978/1979    | ASUL Lyon Volley                                                      |                                                                       |                                                                       |
| 1979/1980    | ASUL Lyon Volley                                                      | CSM Clamart VB                                                        | Tourcoing Sports                                                      |
| 1980/1981    | CSM Clamart VB                                                        |                                                                       |                                                                       |
| 1981/1982    | CSM Clamart VB                                                        | IFVB                                                                  | Paris UC                                                              |
| 1982/1983    | CSM Clamart VB                                                        |                                                                       |                                                                       |
| Nationale 1A |                                                                       |                                                                       |                                                                       |
| 1983/1984    | CSM Clamart VB                                                        | CASG Paris                                                            |                                                                       |
| 1984/1985    | CSM Clamart VB                                                        | CASG Paris                                                            | Stade Français                                                        |
| 1985/1986    | CSM Clamart VB                                                        | RC de France                                                          | VGA Saint-Maur                                                        |
| 1986/1987    | RC de France                                                          | CSM Clamart VB                                                        | Stade Français                                                        |
| 1987/1988    | RC de France                                                          |                                                                       |                                                                       |
| 1988/1989    | RC de France                                                          |                                                                       |                                                                       |
| 1989/1990    | RC de France                                                          | RC Cannes                                                             | Courrières Sport                                                      |
| 1990/1991    | RC de France                                                          | VBC Riom                                                              |                                                                       |
| 1991/1992    | RC de France                                                          | VBC Riom                                                              | RC Cannes                                                             |
| 1992/1993    | VBC Riom                                                              | AS Saint-Raphaël VB                                                   | ASPTT Miluza                                                          |
| 1993/1994    | VBC Riom                                                              | RC Cannes                                                             | ASPTT Miluza                                                          |
| 1994/1995    | RC Cannes                                                             | VBC Riom                                                              | RC Villebon 91                                                        |
| 1995/1996    | RC Cannes                                                             | VBC Riom                                                              | RC Villebon 91                                                        |
| 1996/1997    | VBC Riom                                                              | RC Cannes                                                             | ASPTT Miluza                                                          |
| Pro A        |                                                                       |                                                                       |                                                                       |
| 1997/1998    | RC Cannes                                                             | ASPTT Miluza                                                          | RC Villebon 91                                                        |
| 1998/1999    | RC Cannes                                                             | ASPTT Miluza                                                          | USSP Albi                                                             |
| 1999/2000    | RC Cannes                                                             | RC Villebon 91                                                        | La Rochette Volley                                                    |
| 2000/2001    | RC Cannes                                                             | RC Villebon 91                                                        | La Rochette Volley                                                    |
| 2001/2002    | RC Cannes                                                             | RC Villebon 91                                                        | La Rochette Volley                                                    |
| 2002/2003    | RC Cannes                                                             | RC Villebon 91                                                        | ASPTT Miluza                                                          |
| 2003/2004    | RC Cannes                                                             | La Rochette Volley                                                    | VBC Riom                                                              |
| 2004/2005    | RC Cannes                                                             | RC Villebon 91                                                        | La Rochette Volley                                                    |
| 2005/2006    | RC Cannes                                                             | La Rochette Volley                                                    | Béziers Volley                                                        |
| 2006/2007    | RC Cannes                                                             | ASPTT Miluza                                                          | USSP Albi                                                             |
| 2007/2008    | RC Cannes                                                             | ASPTT Miluza                                                          | USSP Albi                                                             |
| 2008/2009    | RC Cannes                                                             | ASPTT Miluza                                                          | ES Le Cannet-Rocheville                                               |
| Ligue A      |                                                                       |                                                                       |                                                                       |
| 2009/2010    | RC Cannes                                                             | ASPTT Miluza                                                          | ES Le Cannet-Rocheville                                               |
| 2010/2011    | RC Cannes                                                             | ASPTT Miluza                                                          | ES Le Cannet-Rocheville                                               |
| 2011/2012    | RC Cannes                                                             | ASPTT Miluza                                                          | Béziers Volley                                                        |
| 2012/2013    | RC Cannes                                                             | Béziers Volley                                                        | ASPTT Miluza                                                          |
| 2013/2014    | RC Cannes                                                             | Nantes VB                                                             | Béziers Volley                                                        |
| 2014/2015    | RC Cannes                                                             | ES Le Cannet-Rocheville                                               | Stade Français Paris Saint Cloud                                      |
| 2015/2016    | AS Saint-Raphaël VB                                                   | RC Cannes                                                             | Stade Français Paris Saint Cloud                                      |
| 2016/2017    | ASPTT Miluza                                                          | ES Le Cannet-Rocheville                                               | RC Cannes                                                             |
| 2017/2018    | Béziers Volley                                                        | RC Cannes                                                             | ASPTT Miluza                                                          |
| 2018/2019    | RC Cannes                                                             | Nantes VB                                                             | Voléro Le Cannet                                                      |
| 2019/2020    | Ze względu na pandemię wirusa SARS-CoV-2 rozgrywki zostały przerwane. | Ze względu na pandemię wirusa SARS-CoV-2 rozgrywki zostały przerwane. | Ze względu na pandemię wirusa SARS-CoV-2 rozgrywki zostały przerwane. |
| 2020/2021    | ASPTT Miluza                                                          | Béziers Volley                                                        | Nantes VB                                                             |
| 2021/2022    | Voléro Le Cannet                                                      | ASPTT Miluza                                                          | Terville-Florange OC                                                  |
| 2022/2023    | Voléro Le Cannet                                                      | ASPTT Miluza                                                          | Béziers Volley                                                        |
| 2023/2024    | Levallois Paris Saint-Cloud                                           | Neptunes de Nantes VB                                                 | ASPTT Miluza                                                          |
| 2024/2025    | Levallois Paris Saint-Cloud                                           | Pays d’Aix Venelles                                                   | Neptunes de Nantes VB                                                 |